# Myrmecia arnoldi
Espèce
Myrmecia arnoldi est une espèce de fourmi originaire d'Australie. Les plus fortes populations de cette fourmi géante se trouvent dans le sud-ouest du pays et dans la région d'Adélaïde.
L'espèce est décrite pour la première fois en 1951.

## Nom vernaculaire et classement
Du fait de son agressivité, cet insecte social est aussi connu sous le nom vernaculaire de « fourmi bouledogue ».
La fourmi bouledogue appartient au genre Myrmecia, à la sous-famille Myrmeciinae.
La plupart des ancêtres des fourmis du genre Myrmecia n'ont été retrouvés que dans des fossiles, à l’exception de Nothomyrmecia macrops, seul parent vivant actuellement.

## Biologie
La taille des ouvrières de l'espèce Myrmecia arnoldi varie de 18 à 20 mm de long. Myrmecia arnoldi présente une tête et un abdomen noirs, un thorax marron, des mandibules jaunes et des antennes d'un jaune tirant vers le rouge. À l'exception des antennes, son corps est couvert de longs poils blancs, très fins ; cette pubescence peut être très abondante au niveau de l'abdomen.

## Source de la traduction
- (en) Cet article est partiellement ou en totalité issu de l’article de Wikipédia en anglais intitulé « Myrmecia arnoldi » (voir la liste des auteurs).